# Lista portów lotniczych w Rwandzie
Lista portów lotniczych w Rwandzie, ułożonych alfabetycznie.
| Położenie | ICAO | IATA | NAZWA LOTNISKA                    |
| Butare    | HRYI | BTQ  | Port lotniczy Butare              |
| Gabiro    | HRYO |      | Port lotniczy Gabiro              |
| Gisenyi   | HRYG | GYI  | Port lotniczy Gisenyi             |
| Kamembe   | HRZA | KME  | Port lotniczy Kamembe             |
| Kigali    | HRYR | KGL  | Port lotniczy Kigali              |
| Nemba     | HRYN |      | Port lotniczy Nemba               |
| Nyamata   |      |      | Port lotniczy Nyamata (w budowie) |
| Ruhengeri | HRYU | RHG  | Port lotniczy Ruhengeri           |